# Riyo Kawamoto
Riyo Kawamoto (川本 梨誉 Kawamoto Riyo?, Shizuoka, Shizuoka, 11 de junio de 2001) es un futbolista japonés que juega como delantero en el Thespakusatsu Gunma de la J2 League.

## Trayectoria
En 2019 se unió al Shimizu S-Pulse.

## Clubes
| Club                         | País  | Año       |
| ---------------------------- | ----- | --------- |
| Shimizu S-Pulse              | Japón | 2019-     |
| Fagiano Okayama (cedido)     | Japón | 2021-2022 |
| Thespakusatsu Gunma (cedido) | Japón | 2022-     |